# Доміція Лепіда
Доміція Лепіда (10 рік до н. е. — 54 рік н. е.) — давньоримська матрона, політична діячка Римської імперії. Мати Валерії Мессаліни.

## Життєпис
Походила з роду нобілів Доміціїв. Донька Луція Доміція Агенобарба, консула 16 р. до н. е., та Антонії Старшої, тітка імператора Нерона.
У 15 році н. е. стала дружиною Марка Валерія Мессалу Барбата, у 19 році народила доньку Валерію Мессаліну. Перший чоловік Лепіди помер у ранній молодості. Вдруге вона стала дружиною Фавста Корнелія Суллу. У 24 році народила сина.
Напочатку 37 року звинувачувалася в інцесті зі своїм братом Гнеєм Доміцієм Агенобарбом, але процес не був завершений через смерть імператора Тіберія. Після смерті брата і заслання його дружини Агрипіни у 40 році взяла в свій будинок їх трирічного сина Луція Доміція Агенобарба, в майбутньому імператора Нерона, однак займалася його вихованням не надто ретельно.
У 41 році до влади прийшов Клавдій, чоловік Мессаліни й зять Лепіди, він повернув із заслання Агрипіну. До цього часу Лепіда овдовіла й у 41 році втретє вступила в шлюб, з Гаєм Аппієм Юнієм Сіланом. Але в результаті підступів Мессаліни Сілан незабаром був звинувачений в підготовці замаху на Клавдія й страчений. Лепіда перебувала в поганих стосунках з донькою й примирилася з нею лише напередодні її загибелі у 48 році.
У 49 році Лепіда вступила в гостре суперництво з Агрипіною за вплив на свого небожа, юного Луція Агенобарба, якого було всиновлено Клавдієм під ім'ям Нерон. Доміція Лепіда намагалася завоювати його любов ласками і щедротами. У 54 році була звинувачена у чаклунстві з метою згубити Агрипіну. Свідчення проти неї давав Нерон. Нарцис, впливовий фаворит Клавдія, намагався домогтися виправдання Лепіди, але марно — вона була засуджена Клавдієм до смерті й незабаром страчена.

## Родина
1. Чоловік — Марк Валерій Мессала Мессалін Барбат
Діти:
- Марк Валерій Мессала Корвін, консул 58 року
- Валерія Мессаліна, дружина імператора Клавдія

2. Фавст Корнелій Сулла, консул-суфект 31 року
Діти:
- Фауста Корнелія
- Фавст Корнелій Сулла Фелікс, консул 52 року

3. Гай Аппій Юній Сілан, консул 28 року